# شمس أباد (غرغان)
شمس أباد (بالفارسية: شمس‌آباد) هي قرية تقع في غلستان في إيران. يقدر عدد سكانها بـ 567 نسمة .